# الصومعة (الرضمة)

تعديل مصدري - تعديل

الصومعة هي إحدى قرى عزلة كحلان بمديرية الرضمة التابعة لمحافظة إب، بلغ تعداد سكانها 185 نسمة حسب تعداد اليمن لعام 2004.